# Kirchenkreis Melle
Koordinaten: 52° 12′ 8,2″ N, 8° 19′ 52,3″ O
Der Kirchenkreis Melle war ein Kirchenkreis innerhalb der Evangelisch-Lutherischen Landeskirche Hannovers. Er gehörte zum Sprengel Osnabrück. Zum Kirchenkreis Melle gehörten etwa 41.500 Gemeindeglieder in 15 Kirchengemeinden. Der Sitz des Kirchenkreises war Melle. Entstanden war der Kirchenkreis aus der Zusammenlegung der Kirchenkreise Wittlage und Buer. Zum 1. Januar 2013 wurde der südliche Teil des Kirchenkreises mit dem größten Teil des Kirchenkreises Georgsmarienhütte zum neuen Kirchenkreis Melle-Georgsmarienhütte zusammengelegt. Die Kirchengemeinden Arenshorst, Bad Essen, Barkhausen-Rabber, Bohmte, Hunteburg, Lintorf, Ostercappeln und Venne kamen zum Kirchenkreis Bramsche.

## Geografie
Der Kirchenkreis lag im Osnabrücker Land im Südwesten Niedersachsens. Er umfasste den östlichen Teil des Landkreises Osnabrück. Das Gebiet des Kirchenkreises entsprach im Wesentlichen den ehemaligen Landkreisen Melle und Wittlage.

## Kirchen und Gemeinden
| Bild                        | Kirche              | Ort                  | Gemeinde          | Bemerkungen |
| --------------------------- | ------------------- | -------------------- | ----------------- | ----------- |
| Johanniskirche Arenshorst   | Johanniskirche      | Bohmte-Arenshorst    | Arenshorst        |             |
|                             | St.-Nikolai-Kirche  | Bad Essen            | Bad Essen         |             |
|                             | Katharinenkirche    | Bad Essen-Barkhausen | Barkhausen-Rabber |             |
|                             | Marienkirche        | Bad Essen-Rabber     | Barkhausen-Rabber |             |
| St. Lukas in Bennien        | St. Lukas           | Melle-Bennien        | Bennien           |             |
|                             | St.-Thomas-Kirche   | Bohmte               | Bohmte            |             |
|                             | Martinikirche       | Melle-Buer           | Buer              |             |
| St. Antonius in Hoyel       | St. Antonius        | Melle-Hoyel          | Hoyel             |             |
| Matthäuskirche in Hunteburg | Matthäuskirche      | Bohmte-Hunteburg     | Hunteburg         |             |
|                             | Johannes der Täufer | Bad Essen-Lintorf    | Lintorf           |             |
|                             | Pauluskirche        | Melle                | Melle-Paulus      |             |
|                             | St. Petri           | Melle                | Melle-Petri       |             |
|                             | Christophoruskirche | Melle-Neuenkirchen   | Neuenkirchen      |             |
| Marienkirchen in Oldendorf  | Marienkirche        | Melle-Oldendorf      | Oldendorf         |             |
|                             | Pauluskirche        | Ostercappeln         | Ostercappeln      |             |
|                             | Walburgiskirche     | Ostercappeln-Venne   | Venne             |             |

## Superintendenten
Von 1978 bis 2004 war Jürgen Oltmanns Superintendent, von 2005 bis 2015 Wolfgang Loos.